# 塙田八幡宮

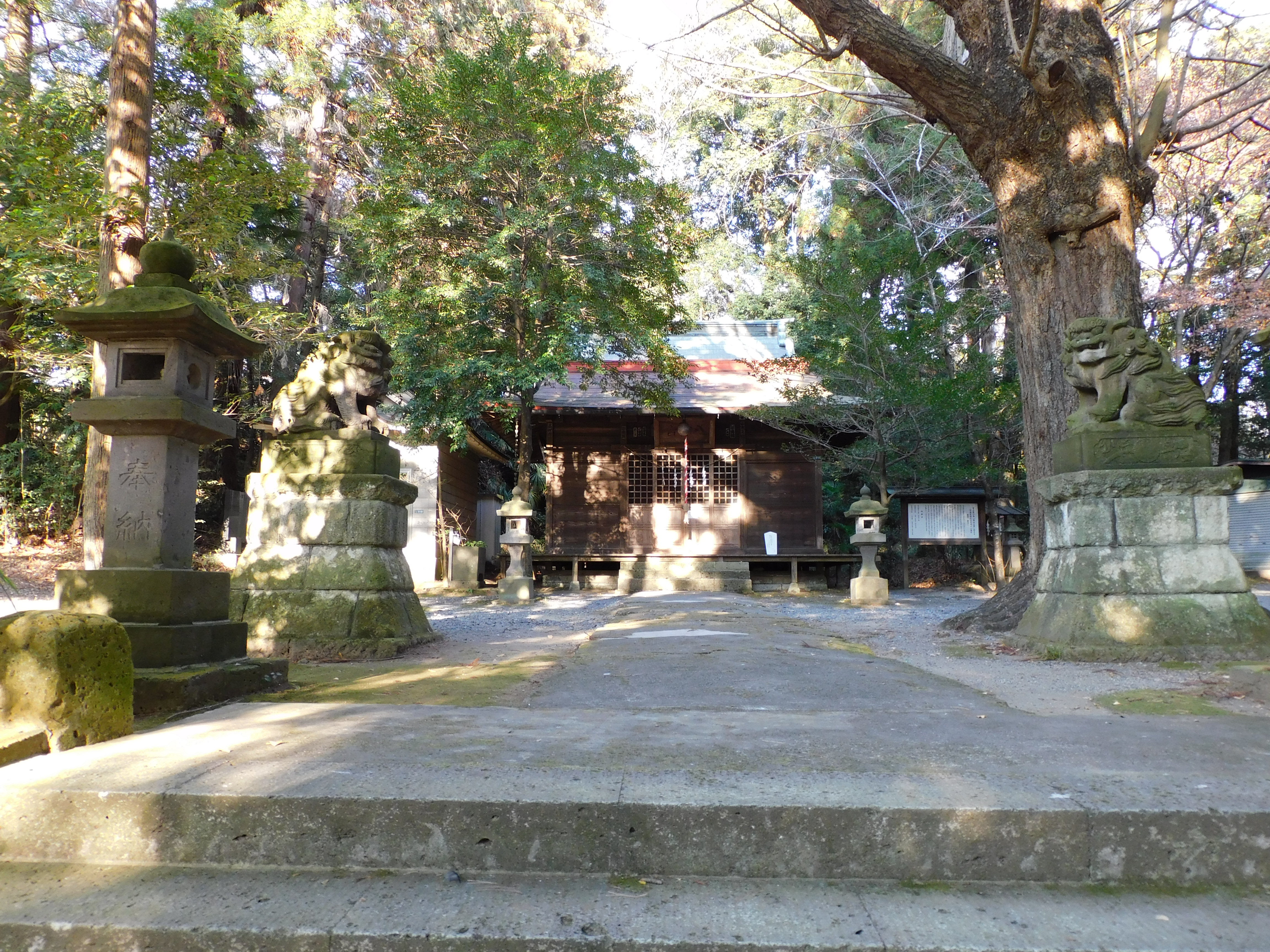
狛犬・拝殿

塙田八幡宮（はなわだはちまんぐう）は栃木県宇都宮市塙田五丁目の八幡山山麓にある神社である。

## 由緒
塙田八幡宮は、江戸時代初期の寛永18年（1641年）、当時の宇都宮城主であった美作守奥平忠昌が宇都宮城北方の守護神として誉田別命と併せて事代主命（蛭子神）と倉稲魂命（稲荷神）を祀って建立したか、既存の社を再建したとされる。当時、八幡山南麓には宇都宮最大の伽藍を有したと言われる粉河寺があり、粉河寺が当社の別当寺であった。境内には末社琴平神社と末社須賀神社が鎮座する。末社須賀神社の例祭「塙田天王祭」の神輿御渡は宇都宮の七月の風物詩であり市内有数の祭事となっている。
蛭子神と稲荷神の合祀に関しては、明治43年5月16日に無格社であった稲荷神社と蛭子神社の合祀が許可されたとも言われている。

## 制作年
境内に配置されている造作のほとんどに制作年の記録が刻まれている
- 本殿
  - 製作年は不明だが明治34年5月に大修理の記録あり
- 手水
  - 明治34年6月30日
- 燈籠
  - 狛犬と拝殿の間の物･大正10年1月吉日
  - 狛犬より石段よりの物･昭和14年9月25日
  - 琴平社･昭和41年10月10日
- 狛犬
  - 昭和11年9月30日
- 社務所
  - 昭和28年11月
- 鳥居
  - 現代･昭和52年7月15日
  - 先代･昭和35年4月15日(石碑のみ現存)
- 参道
  - 平成8年 桜樹を植樹(塙田睦会20周年記念行事)
- 須賀神社の大神輿
  - 1935年(昭和10年)制作、平成19年大修理
  - 大きさは三尺五寸四方(１ｍ強)、重さは1トン強

## 境内社
1910年（明治43年）5月16日 - に無格社であった稲荷神社と蛭子神社の合併が許可され合祀されているほか、須賀神社と琴平神社が境内に鎮座する。
- 須賀神社
  - 須賀神社の例祭である天王祭では神輿が市中を練り歩き、宇都宮市を代表する一大祭でもある。
- 琴平神社

## 例祭
八幡宮の例祭日は十五夜である。境内社の末社琴平神社の例祭日も同日に行われる。また、同じく境内社の須賀神社の例祭である天王祭の例祭日は7月15日から7月20日であり、市内屈指の大型神輿が市内を御渡することで著名とされる。

### 天王祭　次第
平成23年時点の天王祭次第
- 御仮舎建設

天王祭の直前の日曜日に行われる。
神庫より御仮舎･提灯等祭礼用具を搬出し運搬後組み立て･飾りつけ。
- 7月15日 出御祭後宮出 御仮舎奉安祭

曜日を問わず午前6時ごろより御神輿を社殿より出御し御仮舎へ安置｡午前8時より奉安祭を行う。
社殿から御神輿を出すときは人力で行い、その後トラックで御仮舎へお運びする。
- 神輿町内渡御

15日～20日のなかで1日もしくは2日間。
御仮舎出発時に出興祭を行い町内を渡御、御仮舎に帰還後、還興祭を行い再び御仮舎へ御神輿を安置。
日程によっては15日に宮出後に渡御、もしくは20日に渡御しそのまま八幡宮須賀神社に宮入する場合もある。
かつては曜日に関係なく15日･20日に上町･下町を渡御していたが、担ぎ手や社会状況により1日で上町下町を渡御する日程に変更した。
渡御距離経路は約7KMで、塙田トンネル開通前は県庁前通りを経由していたので8.2KMだった。
- 7月20日 宮入 還御祭

曜日を問わず午後6時に御仮舎を出御。社殿に収めた後、担当宮司・氏子総代・睦会により還御祭を行う。
- 御仮舎解体

天王祭直後の日曜日に行われる
- その他

期間内の土曜日(二荒山神社の親子対面神事と同日が多い)御仮舎近辺にて、おまつり広場を開催し、模擬店を開き、町内の寄付に対して還元を行う。
会費納入確認のため毎年手ぬぐいの色を変えている。

## アクセス
路線バス
- JR宇都宮駅西口から
  - 関東バス　細谷車庫行き、駒生営業所行き、鶴田駅行きなど乗車5分、「県庁前」下車徒歩15分
  - 関東バス　宇都宮市内循環線「きぶな号」乗車5分、「栃木県庁庁舎前」下車徒歩10分

徒歩
- 東武宇都宮駅北口から
  - 徒歩20分